# Jacques d'Arc
Pour les articles homonymes, voir Jacques d'Arc (fils) et d'Arc.
Jacques d'Arc, né à Ceffonds vers 1375 et mort en 1431, est le père de Jeanne d'Arc.

## Présentation
Laboureur (ainsi désigne-t-on un paysan possesseur d'un équipage de labour au Moyen-Âge) au village de Domrémy dans le Barrois mouvant, Jacques d'Arc épouse Isabelle Rommée en 1405. De cette union naissent Jeanne d'Arc, Catherine d'Arc, Jacques d'Arc, Jean d'Arc et Pierre d'Arc.
Dans les années d'enfance de Jeanne d'Arc, Jacques d'Arc est propriétaire d'une vingtaine d'hectares de terres : douze hectares de prés, quatre hectares de terres arables et quatre hectares de bois. Il est également propriétaire de sa maison et des dépendances. Sa maison, bien que construite en pierre, comporte uniquement trois pièces pour toute sa famille.
Des témoins du procès de réhabilitation de sa fille le qualifient de « pauvre laboureur », mais l'expression ne se réfère pas nécessairement à l'état de fortune. En réalité, il bénéficie vraisemblablement d'une certaine notoriété à Domrémy puisqu'il assume à plusieurs reprises une fonction de représentation de la communauté des villageois auprès d'importants personnages locaux, tel le seigneur Robert Ier de Sarrebruck-Commercy.
Il compte parmi les notables de Domrémy, occupant à partir de 1423 le poste de doyen, ce qui lui confère le pouvoir de procureur et percepteur (collecteur des impôts) et d'organiser la défense du village. Il signe avec d'autres notables locaux plusieurs actes essentiels pour les habitants du village.
Le roi Charles VII anoblit la famille de Jacques et d'Isabelle le 29 décembre 1429 en leur attribuant un titre symbolique héréditaire. L'anoblissement est enregistré par la Chambre des comptes le 20 janvier 1430 et permet à la famille de changer son nom en du Lys.

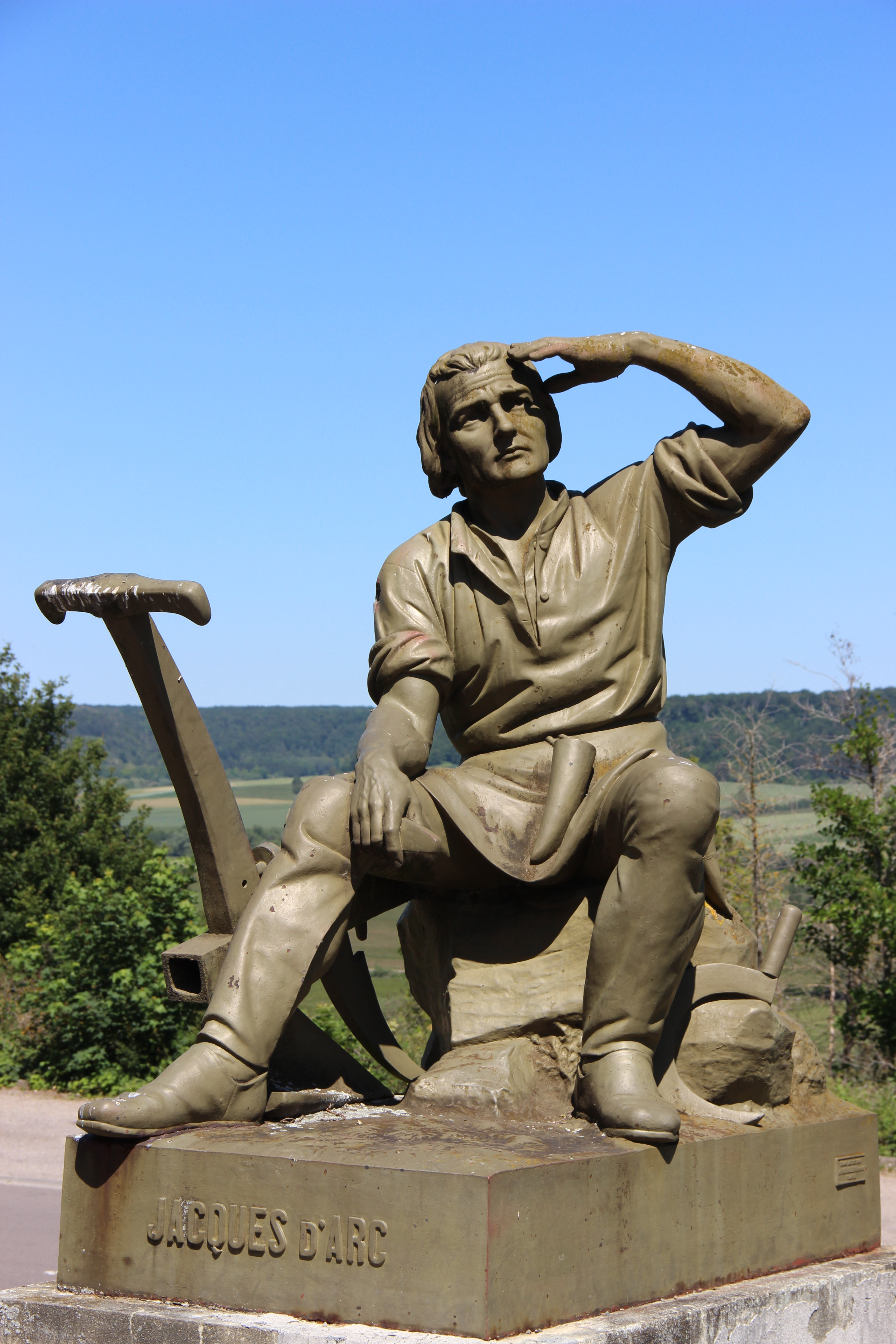
Vue d'artiste de Jacques d'Arc par l'Union internationale artistique de Vaucouleurs. Statue érigée en 1911 sur le parvis de la basilique du Bois-Chenu à Domrémy-la-Pucelle (Vosges),.

## Enfants
Jacques d’Arc et Isabelle Rommée eurent cinq enfants :
- Jean d'Arc
- Jacquemin d'Arc
- Catherine d'Arc
- Pierre d'Arc
- Jeanne d'Arc

## Sources primaires
- Ernest de Bouteiller ( éd.) et Gabriel de Braux ( éd.), La famille de Jeanne d'Arc : documents inédits, généalogie, lettres de J. Hordal et de Cl. du Lys à Ch. du Lys / publiées pour la première fois, par E. de Bouteiller et G. de Braux, Paris / Orléans, A. Claudin / Herluison, 1878, IV-293 p. (lire en ligne).